# Christian Franzen

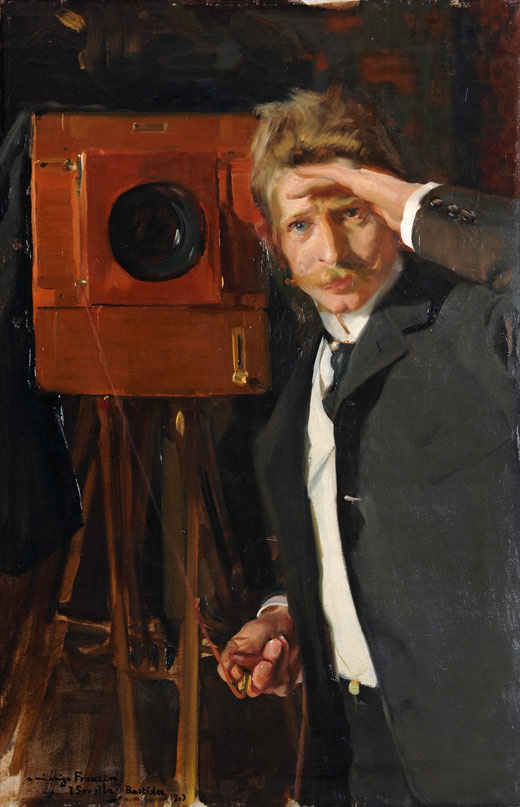
Christian Franzen auf einem Ölgemälde von Joaquín Sorolla, 1903.

Christian Franzen y Nissen oder Christian Franzen y Nisser (* 18. Dezember 1863 in Viöl, dänisch Fjolde, im Herzogtum Schleswig; † 17. September 1923 in Madrid) war ein dänischer Berufsfotograf und Konsul des Königreichs Dänemark in Madrid.

## Leben
Franzen war ein Sohn des dänischen Pädagogen Andreas Martin Franzen (13. Mai 1831 – 21. März 1910) und dessen Frau, der Modehändlerin Elise Franzen geborene Larsen (24. März 1830 – 25. Mai 1921). Sein Geburtsort im Herzogtum Schleswig gehörte bis 1864 zum Königreich Dänemark. Nach dem Deutsch-Dänischen Krieg wurden die meisten dänischen Beamten aus der nunmehr preußischen Provinz Schleswig-Holstein vertrieben, und die Familie zog 1864 in die kleine Stadt Faxe um, wo sein Vater als Lehrer zunächst bis 1872 an der Kissendrup-Schule und anschließend an der städtischen Schule arbeitete.
Franzen erlernte zunächst den Beruf des Telegrafisten und machte später in Kopenhagen eine Ausbildung bei Christian Neuhaus, einem Pionier der Fotografie. Er verließ im Alter von achtzehn Jahren Dänemark und arbeitete für einige Zeit in München, Paris und Rom als Fotograf. Im Jahr 1888 eröffnete er nach seiner Rückkehr in Kopenhagen ein „Atelier Français“ im Haus Vimmelskaftet Nr. 38, das er bis 1893 betrieb, als er wegen der schlechten Auftragslage beschloss, sein Glück im Ausland zu suchen. Er reiste erneut nach Italien und von dort weiter nach Spanien, wo er sich im März 1893 in Madrid niederließ. Noch im selben Jahr wurde er aufgrund seiner technischen und künstlerischen Fähigkeiten in die spanisch Sociedad Artística Fotográfica (Gesellschaft für künstlerische Fotografie) aufgenommen.
1895 eröffnete er im Haus Calle Príncipe Nr. 11 sein eigenes Atelier und wurde Mitarbeiter der Zeitschrift Blanco y Negro. Er verfasste für diese Zeitschrift Artikel in den Rubriken „los salones de Madrid“, „Estudios fisionómicos“ und „Fotografías Íntimas“, außerdem schrieb er regelmäßig Beiträge für illustrierte Publikationen auf nationaler und europäischer Ebene.
Anfangs liefen auch in Madrid seine Geschäfte eher schlecht. Er saß oft in seinem Atelier und wusste nicht, ob er am nächsten Tag auf die Straße gesetzt würde, weil er die Miete nicht bezahlen konnte. Eines Tages kam die Infantin Maria Teresa in Begleitung des Sohnes der Prinzessin von Asturien in sein Atelier, um sich von Franzen fotografieren zu lassen. Die königlichen Herrschaften waren anscheinend mit ihren Bildnissen sehr zufrieden, denn bald darauf kamen auch Königin Maria Christina und König Alfons XII. selbst zu ihm, um sich ablichten zu lassen. Dies brachte den Durchbruch. Seine Porträtfotos fanden bald großen Anklang; er wurde am 7. Juli 1899 zum offiziellen Hoffotografen ernannt und erhielt die Erlaubnis, das königlich spanische Wappen auf Rechnungen, Etiketten oder Visitenkarten zu verwenden. Neben seinem Atelier betrieb er eine Druckerei und einen Fotobedarfshandel. In seinen drei Betrieben beschäftigte er insgesamt 84 Mitarbeiter.
Auf seinem Briefpapier waren ab 1900 unter dem Wappen auch die Vorder- und Rückseite der goldenen Medaille der Weltausstellung Paris 1900 zu sehen.
Im Hauptarchiv des Königlichen Palastes befinden sich heute rund 1300 Porträts aus seinem Atelier. Dort werden auch zahlreiche Rechnungen für Fotoaufträge der einzelnen Mitglieder der Königsfamilie verwahrt. Daraus geht hervor, dass die letzten Rechnungen erst lange nach seinem Tod in den Jahren 1929 und 1930 durch Zahlungen an seine Witwe beglichen wurden.
Franzen und Antonio Cánovas del Castillo y Vallejo (genannt „Kaulak“, 1862–1933) waren die einzigen Fotografen Spaniens, denen es erlaubt war, Porträtaufnahmen der Königsfamilie zu verkaufen. Seit 1903 arbeitete er mit der Imprenta Artística de José Blass y Cía. zusammen, bei der mehrere Zeitungen und La Revista de la Sociedad Española de Amigos del Arte erschienen.
Nach dem Tod des Konsuls Emil Johannes Gamborg Andresen (* 19. März 1848) war Franzen vom 26. Oktober 1908 bis zum 20. Februar 1910 zunächst kommissarischer und anschließend bis zu seinem Tod amtierender Konsul des Königreichs Dänemark in Spanien.
Er wurde als «Rey de los fotógrafos y fotógrafo de reyes» (deutsch: „König der Fotografen und Fotograf der Könige“) bezeichnet.

## Familie
Franzen war mit Leonie geborene Estampes Guerrero verheiratet, die aus Cier-de-Luchon im Département Haute-Garonne (Frankreich) stammte und im Zentrum von Madrid mit ihrer Mutter zwei Gästehäuser besaß. Sie hatten zwei Töchter:
- Irma Franzen († 19. Februar 1903, gestorben als Baby)
- Maria Franzen, genannt Mimi,[9] ⚭ Joaquin Garcia
  - Joaquín García Franzen, genannt Quinn († 1. März 1923)

Franzen hatte fünf Brüder und mindestens drei Schwestern. Seine Großeltern väterlicherseits waren Frederik Franzen und Marie Christine Nissen.
- Marie Sofie Franzen, Modehändlerin
- Ellen Christine Franzen (* 7. November 1858) ⚭ seit 25. November 1880 mit dem Buchhändler Peter Nissen Tinglef (* 2. Februar 1854)[10]
- Lise Amalie Franzen (* 1. April 1869) ⚭ seit 30. April 1889 mit dem Buchhändler Peter Andreas Johan Jensen (* 2. April 1861)[11]

Franzen wurde auf dem Friedhof San Lorenzo y San José beigesetzt. Seine Tochter führte seine Geschäfte gemeinsam mit seinem Neffen Poul Franzen (ca. 1898–1. August 1970) fort.

## Auszeichnungen (Auswahl)
- 1900: Eine Goldmedaille auf der Pariser Weltausstellung
- 1910: Großer Preis auf der Brüsseler Weltausstellung
- 4. August 1912: Ernennung zum Ritter des Dannebrogordens[13]

## Werke (Auswahl)
Franzen arbeitete als Fotograf auch eng mit dem Maler Joaquín Sorolla zusammen, den er bei seiner Arbeit in dessen Atelier fotografierte. Er lichtete auch zahlreiche Werke Sorollas ab. Im Gegenzug fertigte Sorolla ein Ölgemälde, das Franzen bei der Vorbereitung für ein Foto zeigt. Dass beide befreundet waren, geht aus der Signatur unten links auf dem Gemälde (Öl auf Leinwand, 100 × 66 cm) hervor: «a mi amigo Franzen / J. Sorolla y Bastida / 1903» (deutsch: „für meinen Freund Franzen / J. Sorolla y Bastida / 1903“).
- Album mit Bildern der Sonnenfinsternis vom 28. Mai 1900

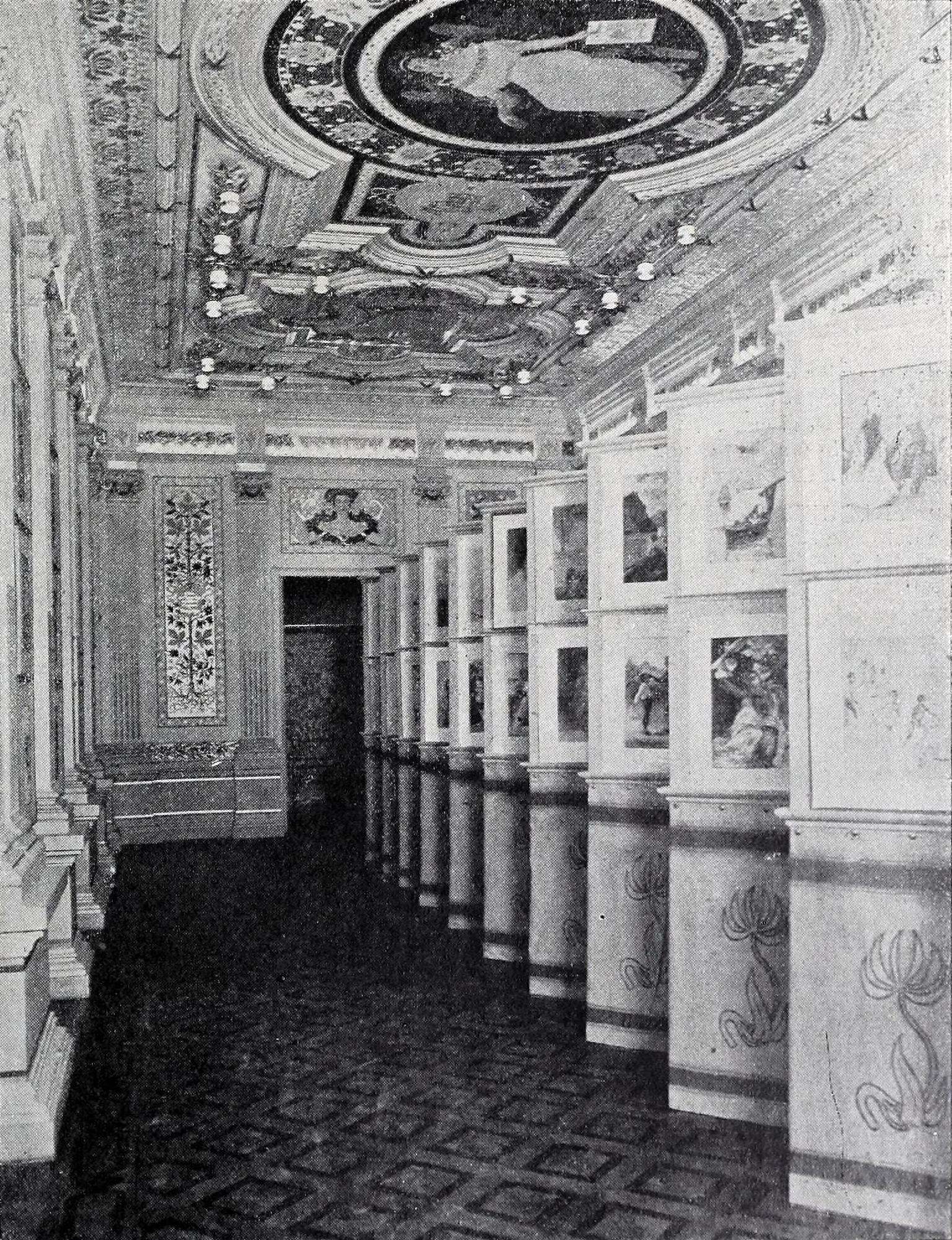
Fotoausstellung, 1900
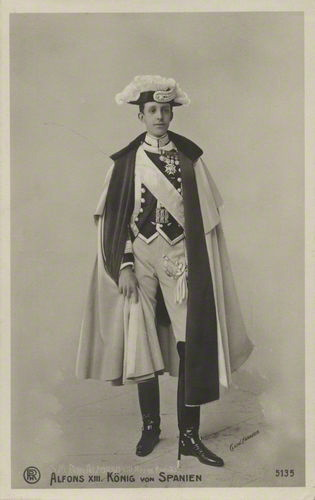
König Alfons XIII., 1900
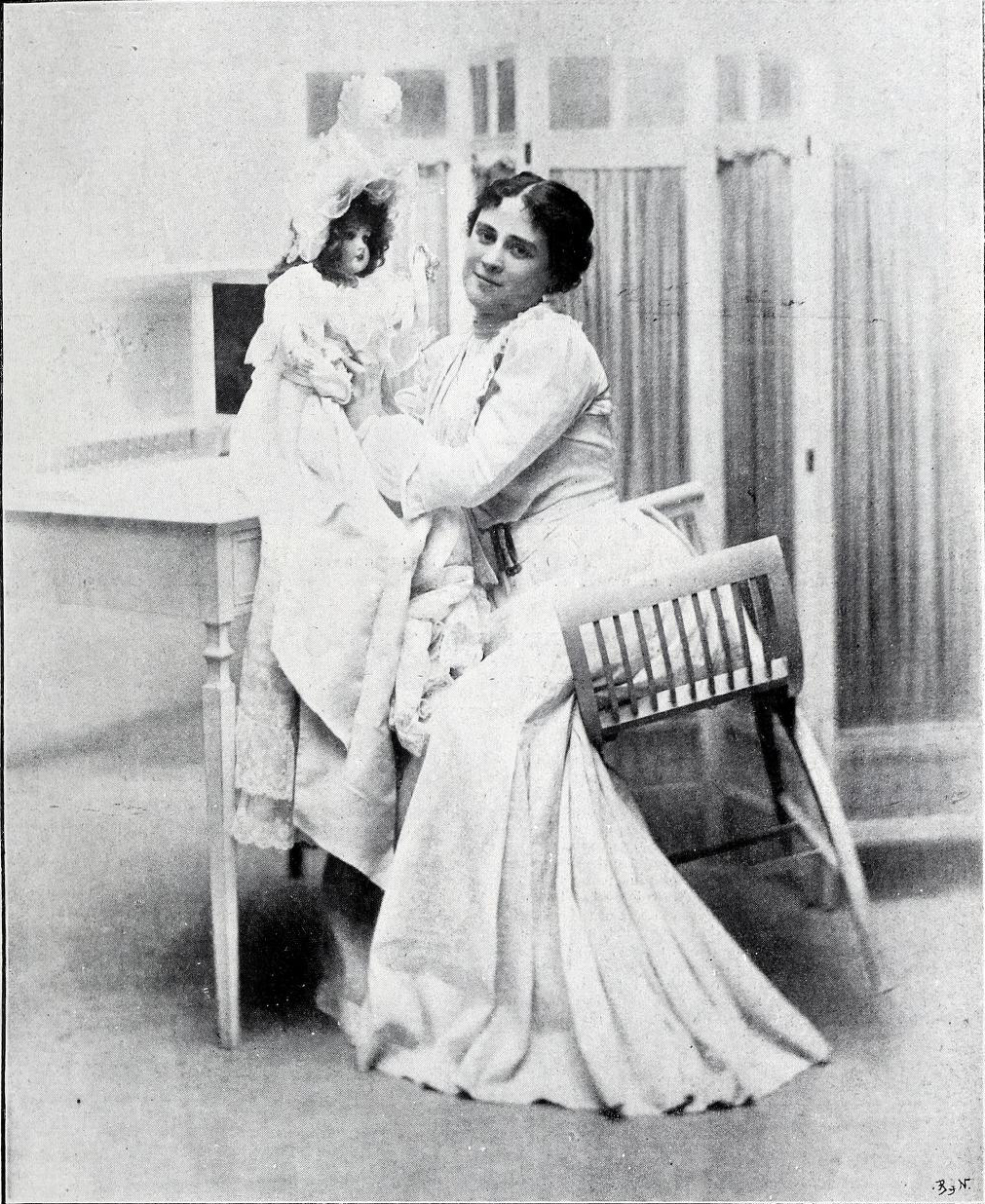
Matilde Moreno, 1901
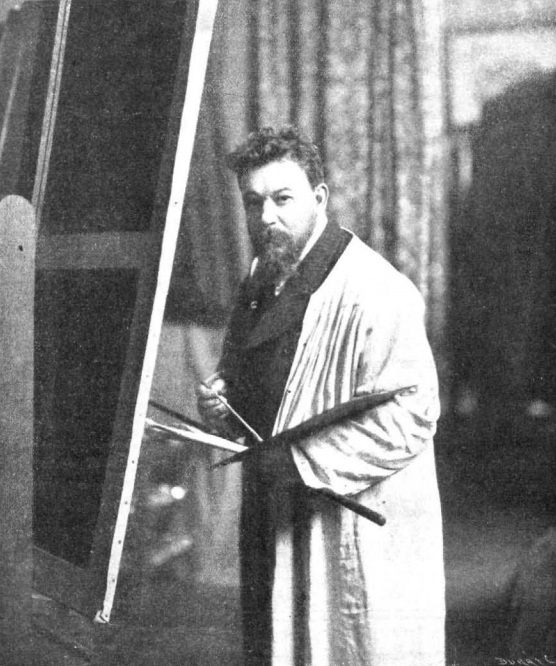
Joaquín Sorolla, 1902
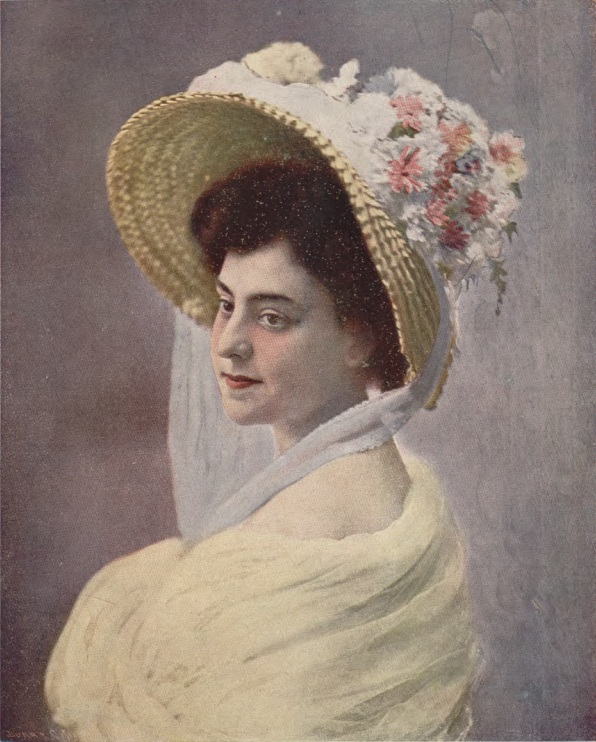
Mercedes Pardo, 1908
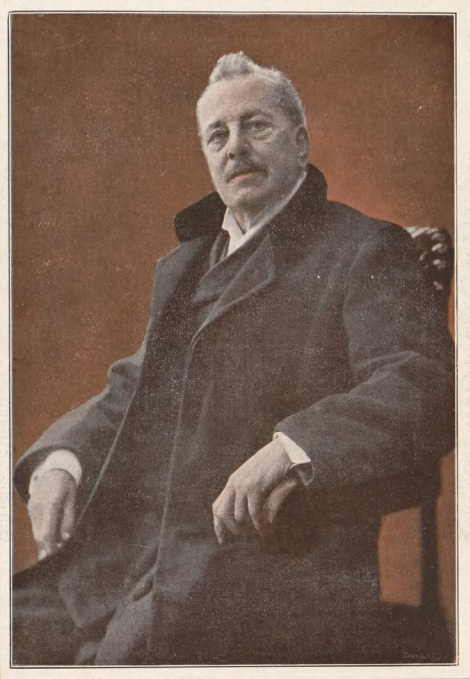
Ricardo de la Vega, 1908
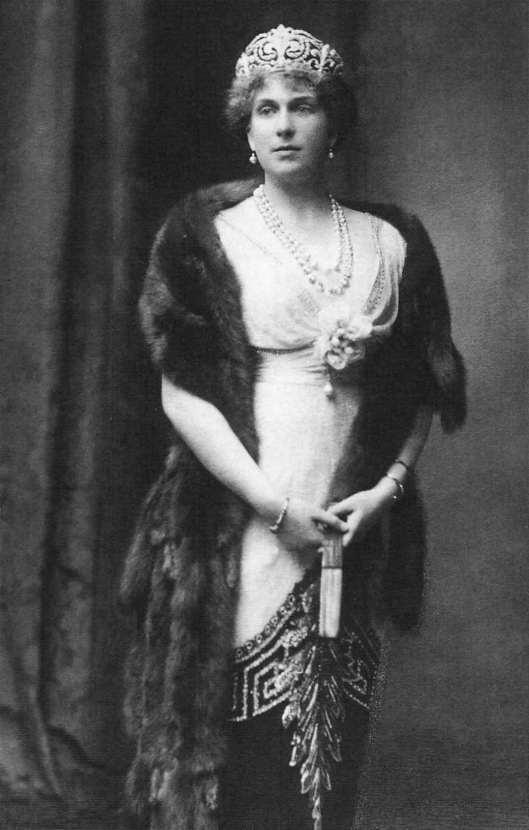
Königin Victoria Eugénie, 1910